# خیابان انگلیسی و شهر واین
خیابان انگلیسی و شهر واین (به انگلیسی: English Avenue and Vine City) یک منطقهٔ مسکونی در ایالات متحده آمریکا است که در آتلانتا واقع شده‌است.